# مونكلوا (محطة مترو أنفاق مدريد)
مونكلوا (بالإسبانية: Moncloa)‏ هي محطة مترو أنفاق في مدريد في إسبانيا، تقع على الخط رقم 3,6.